# Ek onkar
Cette page contient des caractères d'alphasyllabaires indiens. En cas de problème, consultez Aide:Unicode.
L'Ek onkar (en panjabi ਏਕ ਓਅੰਕਾਰ (Ēk ōaṅkār)) ou ੴ est un symbole gurmukhi du sikhisme utilisé pour représenter l'unicité de Dieu.

## Symbolisme
Ek onkar, parfois traduit par « il n'y a qu'un Dieu » ou simplement par « Un Dieu », peut être plus justement traduit par « Une (ik) Conscience (ou énergie) créatrice (Ong) manifestée, en action, qui crée (kar) ». C'est une référence au monothéisme sikh, premiers mots du Jap Ji, la prière, qui ouvre le Guru Granth Sahib,le Livre saint du sikhisme. Ek onkar est le symbole de la Réalité Suprême. C'est un symbole primordial pour le sikhisme, symbole qui spécifie qu'il n'y a qu'une seule essence, une seule réalité qui soutient le Tout; c'est le symbole de l'unité de Dieu face au monde. Ek onkar énonce le pilier théologique qu'est le monothéisme pour le sikhisme. On retrouve ce symbole dans tous les gurdwārās et les lieux saints sikhs. D'un point de vue calligraphique, Ek Onkar est proche du Om̐ hindou. Ek Onkar est le symbole le plus utilisé dans le sikhisme avec le khaṇḍā, les deux poignards et l'épée à double tranchant avec le cercle, qui est dessiné sur le drapeau sikh.

Variante stylisée.

## Ōaṅkāretomkāra
Ōaṅkār ressemble au sanskrit omkāra, qui signifie « qui crée Om̐ ». Pour certains historiens du sikhisme la liaison entre ces deux mots ne fait aucun doute; Onkar est le Om de l'hindouisme. Le mot Oankara est utilisé dans les Upanishads et est l'assimilation des mots Om et kara; kara signifiant: prononçant, ou, écrivant. Omkara pourrait se traduire par: la syllabe Om. Selon les Vedas, Omkara est tout simplement un synonyme de Om. Les sikhs admettent aussi que Om se réfère à l'Esprit Suprême. Guru Nanak, le premier gourou du sikhisme a rajouté le mot ek devant Onkar, car ek qui se traduit par: un; ainsi il montrait le côté monothéisme du sikhisme par rapport à l'hindouisme. Onkar, sans le mot ek, se traduit par « le Créateur »; alors que les deux mots (ek + onkar) dans leur formule traditionnel représentent le Tout, l'Un.
La syllabe On de l'Ek onkar et sa nasalisation renvoient de même à une identification de la conscience individuelle à la conscience du tout: incarnation, cristallisation de l'identité de l'univers entier dans un corps, une vie, un souffle, d'où sa traduction par « conscience créatrice ». C'est pourquoi cette syllabe est pratique dans le cadre du dharma sikh, qui enseigne le paradoxe d'un retrait du monde (non attachement aux biens ou aux personnes, non identification à son activité mentale, importance du Seva ou service désintéressé), tout en vivant pleinement dans ce monde : activité professionnelle rémunérée, vie maritale et familiale, etc. Comme beaucoup de religions orientales, le sikhisme cherche à ce que l'Un personnel se fonde dans l'Un Universel.

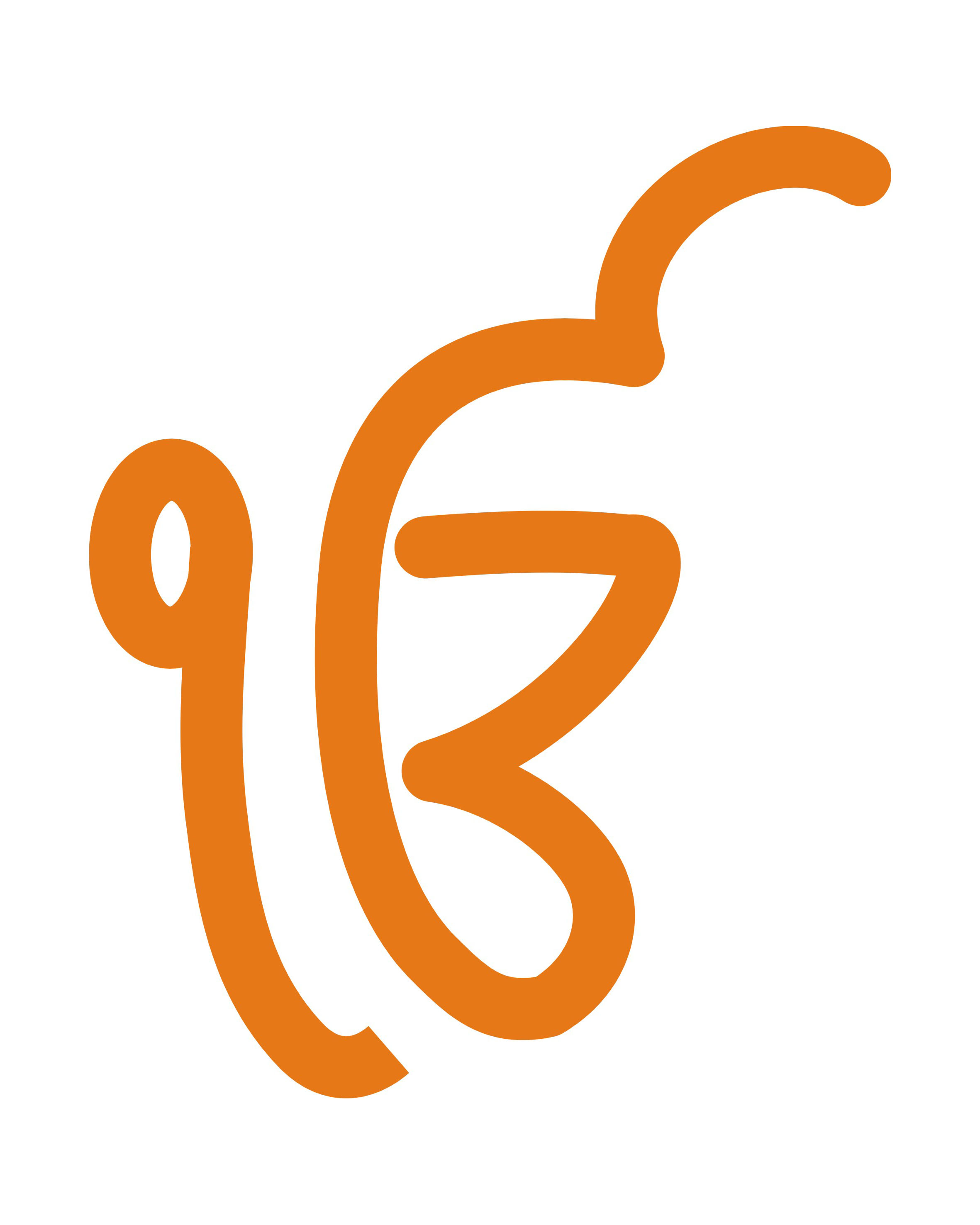
Variante colorée.

## Ek Onkar et laMul Mantra
Ek onkar sont les premiers mots de la Mul Mantra, une prière très connue et respectée du sikhisme. Ek a été comparé à une bij-mantra, l'équivalent des mantras attachés à chaque chakra pour cette prière sikhe.

## Source
- Encyclopédie du sikhisme en anglais